# Ferdinand Schichau

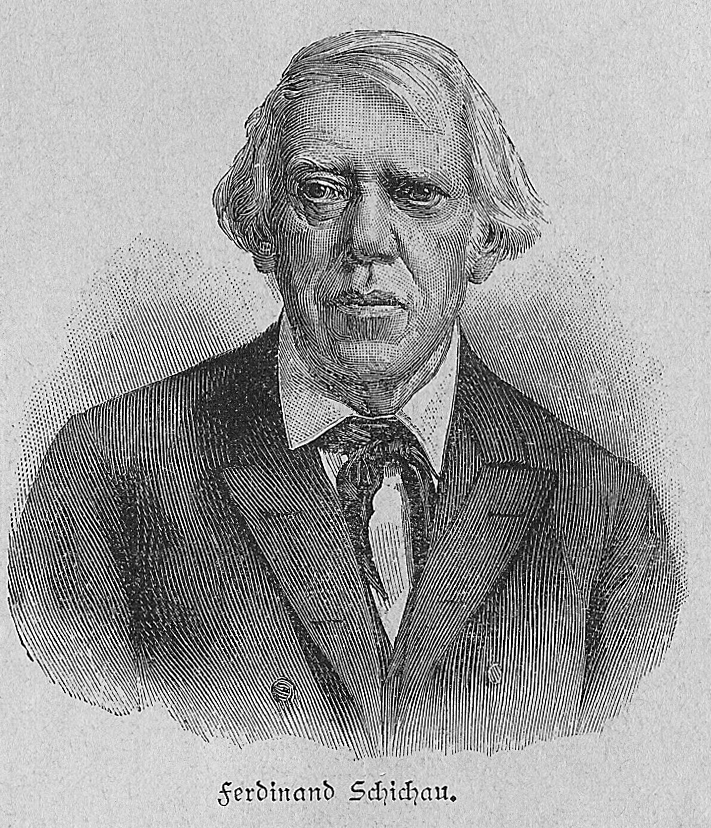
Ferdinand Schichau

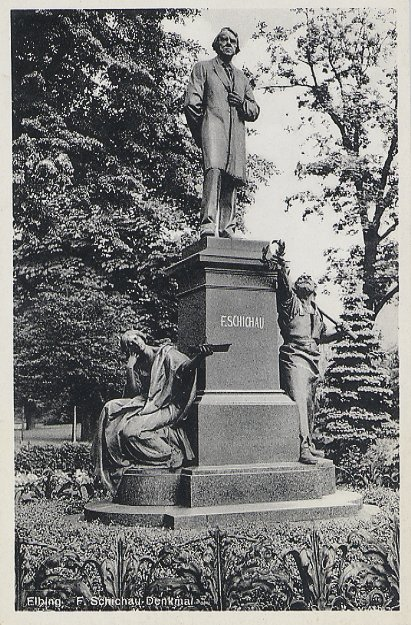
Schichau-Denkmal in Elbing

Ferdinand Gottlob Schichau (* 30. Januar 1814 in Elbing, Westpreußen (heute Elbląg); † 23. Januar 1896 ebenda) war ein deutscher Maschinenbau-Ingenieur, Unternehmer und Gründer der Schichau-Werke.

## Leben
Nach einer Schlosserlehre studierte Ferdinand Schichau von 1832 bis 1835 Ingenieurwissenschaften an der Berliner Gewerbeakademie. Nach Studienaufenthalten in Großbritannien und im Rheinland kehrte er nach Elbing zurück. Dort gründete er 1837 die Schichau-Werke, die als Maschinenbauanstalt hydraulische Maschinen, Bagger und Lokomotiven herstellten. Die mit einer von Schichau produzierten Dampfmaschine ausgerüstete Borussia war 1855 Deutschlands erstes Schiff mit Propeller-Antrieb. Schichau baute in Elbing auch ausgedehnte Arbeitersiedlungen.
1872 errichtete er die Elbinger Schichau-Werft. 1889 baute Schichau eine Reparaturwerft in Pillau, dem Seehafen von Königsberg i. Pr. Aufgrund der guten Auftragslage entstand 1890 in Danzig eine weitere große Werft, die Danziger Schichau-Werft. Bauen und warten konnte Schichau dort auch größere Schiffe, für die der Hafen von Elbing nicht tief genug gewesen wäre.
Ferdinand Schichau führte seit 1872 den Ehrentitel eines Kommerzienrats (nach anderen Angaben bereits 1860), seit 1887 den eines Geheimen Kommerzienrats. 1887 wurde er auch Ehrenbürger der Stadt Elbing. Im Jahr 1894 wurde er mit der Grashof-Denkmünze des Vereins Deutscher Ingenieure (VDI), dem er seit 1857 mit der Mitgliedsnummer 302 angehörte, ausgezeichnet.
Ferdinand Schichau war seit 1843 mit Juliane (1817–1893), geborene Harting, verheiratet. Sie war die Tochter des kgl. preuß. Hofrats Heinrich August Hartung und der Magdalene Lerch. Das Ehepaar Juliane und Ferdinand Schichau hatte einen Sohn George Erich (1844–1924) und vier Töchter. Zwei Töchter verstarben bereits vor Vollendung ihres zweiten Lebensjahres. Eine Tochter war die Pianistin und Organistin Elisabeth Schichau. Schichau starb eine Woche vor seinem 82. Geburtstag, sein Schwiegersohn Carl Ziese führte das Unternehmen weiter. Der Sohn George Erich gründete mit Gertrud Jachmann (1846–1913) aus Königsberg eine Familie und wurde 1901 nobilitiert als von Schichau. George Erich von Schichau war Gutsbesitzer in Adl.-Pohren, bei Laukitten, Kreis Heiligenbeil, Ostpreußen, und vererbte dieses Gut an seine Nachfahren und Anverwandten weiter.

## Schichau-Denkmal in Elbing
Die Werftangehörigen errichteten vor dem Hauptgebäude in Elbing ein Denkmal mit der Inschrift: „IHREM VEREHRTEN CHEF. DIE BEAMTEN UND ARBEITER“. Das von dem Berliner Bildhauer Wilhelm Haverkamp geschaffene Denkmal wurde am 18. November 1900 eingeweiht. Auf einem hohen Sockel befindet sich das Schichau-Standbild, zur Linken des Sockels reicht ihm ein stehender Arbeiter mit geschultertem Hammer einen Lorbeerkranz, zur Rechten sitzt die Muse Klio  mit einem Modell des Schiffs Borussia in ihrer Hand. Die Klio-Figur wurde als Logo in den Briefkopf der Gesellschaft der Freunde und Förderer der Hamburgischen Schiffbau-Versuchsanstalt aufgenommen.